# 장 페라

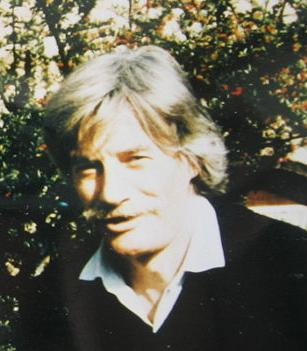

장 페라(Jean Ferrat, 1930년 12월 26일 ~ 2010년 3월 13일)는 보크레송 출신의 남성가수 겸 작사·작곡가이다. 1954년에 데뷔하여 나이트 클럽에서 자기 작품을 노래 불렀다. 그 작품이 줄리에트 그레코의 인정을 받아 우선 샹송 작가로서 이름이 알려졌으며, 뮤직홀의 스테이지에서 활약하였다. 1963년 디스크 대상을 수상하였다.